# Let's Get Married

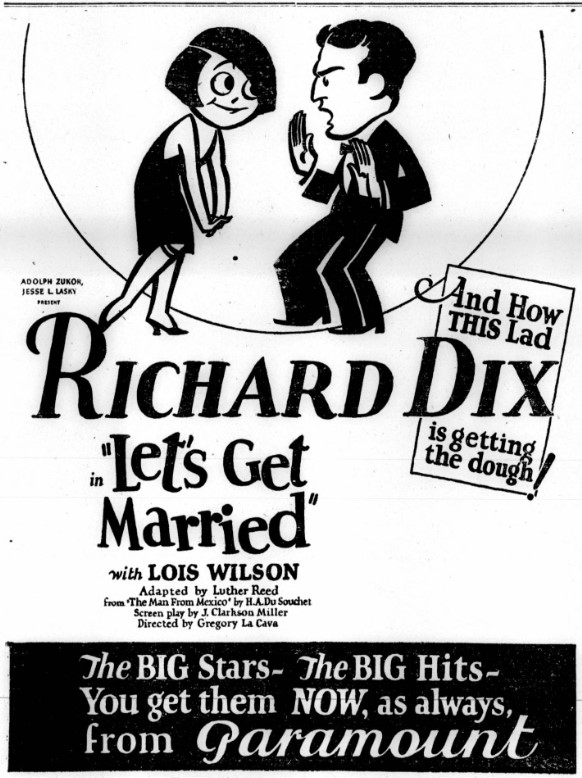
Cartaz do filme

Let's Get Married é um filme mudo do gênero comédia produzido nos Estados Unidos, dirigido por Gregory La Cava e lançado em 1926.